# Phlegra imperiosa
Phlegra imperiosa là một loài nhện trong họ Salticidae.
Loài này thuộc chi Phlegra. Phlegra imperiosa được Elizabeth Maria Gifford Peckham & George William Peckham miêu tả năm 1903.